# Hyperpolarisatie
Hyperpolarisatie is het ongevoeliger maken van een zenuwcel. Het kan bewerkstelligd worden door het openen van chloorkanalen onder invloed van remmende (inhiberende) neurotransmitters (onder andere GABA). Hierdoor stromen er meer Cl−-ionen de cel in waardoor de cel gehyperpolariseerd wordt, eigenlijk meer negatief wordt gemaakt. De cel is nu minder gevoelig voor stimulerende (exciterende) neurotransmitters (vb. Ach & serotonine). Hyperpolarisatie kan ook ontstaan door blokkade van Na+-ion kanalen, door onder andere medicatie (anti-epileptica) en toxines. Na een normale actiepotentiaal zorgen K+-ion kanalen ervoor dat de cel weer teruggaat naar zijn (rust)membraanpotentiaal. Bij een overactivatie van de K+-ion kanalen kan een cel ook gehyperpolariseerd geworden. Door mutaties (veranderingen) in de structuur van al deze ionkanalen kan een cel gevoeliger (gedepolariseerd), of ongevoeliger (gehyperpolariseerd) worden voor aankomende actiepotentialen.